# Alberto Castillo Urbistondo
Alberto Castillo Urbistondo; (¿? - 27 de noviembre de 1905) fue un abogado y político chileno. Hijo de Marcos Castillo Andueza, hermano del exparlamentario Miguel, y de Antonia Urbistondo Labbé. Contrajo nupcias con María Astaburuaga.
Estudió en la Universidad de Chile, licenciándose en leyes en abril de 1889 y titulándose de abogado en mayo del mismo año. Formó parte de las filas del Partido Liberal Democrático.
Elegido Diputado representante de Ancud, Quinchao y Castro (1897-1900, 1900-1903 y 1903-1906), integrante permanente de la comisión de Guerra y Marina.